# Камбиндо, Дибер
Дибер Армандо Камбиндо Адонья (исп. Diber Armando Cambindo Abonia; род. 17 февраля 1996, Гуачене, Каука) — колумбийский футболист, нападающий клуба «Некакса» и сборной Колумбии.

## Клубная карьера
Камбиндо начал профессиональную карьеру в чилийском клубе «Унион Сан-Фелипе». 8 ноября 2016 года в матче против «Магальянес» он дебютировал в чилийской Примере B.
В начале 2017 года Камбидо вернулся на родину, подписав контракт с «Депортес Киндио». 22 марта в матче против «Форталеса Сипакира» он дебютировал в колумбийской Примере B. 13 мая в поединке против «Вальедупара» Дибер забил свой первый гол за «Депортес Киндио».
В начале 2021 года Камбиндо перешёл в «Америку Кали». 19 февраля в матче против «Индепендьенте Санта-Фе» он дебютировал в Примере A. 22 февраля в поединке против «Атлетико Насьональ» Дибер забил свой первый гол за «Америку».
Летом 2021 года Камбиндо перешёл в «Индепендьенте Медельин». 17 июля в матче против «Рионегро Агилас» он дебютировал за новый клуб. 15 августа в поединке против «Америки Кали» Дибер забил свой первый гол за «Индепендьенте Медельин». 25 мая 2022 года в матче Южноамериканского кубка против парагвайской «Гвайреньи» он забил гол.
21 июня 2023 года Камбиндо перешёл в мексиканский «Крус Асуль».
27 декабря 2023 года Камбиндо отправился в аренду в «Некаксу» на один год с опцией выкупа.

## Международная карьера
За сборную Колумбии Камбиндо дебютировал 28 января 2023 года в товарищеском матче со сборной США.

## Достижения
- Лучший бомбардир колумбийской Примеры B: 2020 (12 мячей)